# خان القصبة
خان القصبة أحد خانات منطقة جدة التاريخية الواقعة في وسط مدينة جدة غرب المملكة العربية السعودية.